# 長岩城 (筑後国)
長岩城（ながいわじょう）は、福岡県うきは市にあった日本の城（山城）。

## 概要
筑後川支流である隈上川の上流域の、標高約407ｍの山の中腹に築かれていた。本丸、二の丸、三の丸が階段状に配され、本丸の背後には屋敷や倉庫があった。また、南東の標高約500mの山頂部に松尾城があった。
『筑後将士軍談』によれば文治年間に長谷部信連が、『問註所家系譜』によれば正和2年（1313年）に問註所康行が築いたとされる。当城が史料に具体的に表れるのは天正年間以降で、天正8年（1580年）には大友氏の傘下にあった問注所統景が3年間籠城したという記録がある。天正15年（1587年）の九州国分で統景は大友氏から離れて豊臣秀吉に直接仕え、後に小早川隆景の与力となった。この時期に当城は廃城になったとされる。